# 陶隆満
陶 隆満（すえ たかみつ）は、戦国時代の武将。大内氏の家臣、後に毛利氏の家臣。別名は持長（もちなが）とも。

## 生涯
周防国の戦国大名・大内氏の庶流陶氏の一族。陶氏の家系の中で隆満が何処に位置するのか不明であるが、陶弘詮（右田弘詮）の子ともいわれる。
天文6年（1537年）、従五位下に41歳で叙任(このことから逆算して1497年生であることが分かる)。
大内義興、義隆の2代に仕え、義隆の治世には奉行職・評定衆を務めて重用された。諱の「隆」の字も義隆から下賜されたものである。歴戦の武将でもあり、天文11年（1542年）の月山富田城の戦いにも従軍している。
天文20年（1551年）、一族の陶隆房（のち晴賢に改名）の謀反に協力し、山口へ乱入して長門国に逃亡した大内義隆主従を死に追い込んだ（大寧寺の変）。変後も積極的に協力して、周辺の益田氏や周布氏に書状を送っている（『周布家文書』）。大友氏より大友晴英を迎え、大内義長と改名させ、新たな大内氏当主とした。
大内氏と毛利氏の関係が破綻し、陶晴賢が毛利氏攻めを行った際には、周防で留守居役を務める。しかし、天文24年（1555年）の厳島の戦いで、晴賢は毛利元就に敗北し自害する。その後、隆満は周防に侵入してきた毛利氏に降伏し、その家臣となった。没年不詳。

## 源氏物語の収集
大内氏の一族らしく教養豊かであった。文化人としての活動も行っており、特に『源氏物語』を収集したことで著名である。大内家伝来の『源氏物語』は、隆満が公家・三条西実隆に依頼して書写したものである。『蜷川家文書』でも室町幕府13代将軍・足利義輝との交流が確認される。
陶隆房謀反の際に主力として活動しながらも、毛利氏への降伏が許され助命されたことは、この教養の高さが影響していると思われる。